# Пренай (баскетбольный клуб)
«СиБет» (лит. CBet; пренайский «СиБет» — лит. Prienų «CBet») — литовский профессиональный баскетбольный клуб из Пренай.

## История
Клуб основан в 1994 году. С 2009 года играет в ЛБЛ — высшем дивизионе чемпионата Литвы. В сезоне 2011/2012 дебютировал в еврокубках.

### Хронология названий
Частая смена названий связана со сменой главного спонсора, приобретающему право на название клуба.
- 1994—2009 — Пренай (лит. Prienai)
- 2009—2012 — Рудупис (лит. Rūdupis)
- 2012—2013 — Пренай (лит. Prienai)
- 2013—2014 — ТониБет (лит. TonyBet)
- 2014—2015 — Пренай (лит. Prienai)
- 2015—2018 — Витаутас (лит. Vytautas), клуб представлял Бирштонас наряду с традиционным Пренай
- 2018—2019 — Скайкоп (лит. Skycop)
- с 2019 года — СиБет (лит. CBet)

## Сезоны

### 2010—2013
| Сезон   | Лига | Уровень | Рег.Чемп. | Плей-офф  | Еврокубки         |
| 2010-11 | ЛКЛ  | 1       | 3         | Полуфинал | -                 |
| 2011-12 | ЛКЛ  | 1       | 4         | Полуфинал | Гр.этап Еврокубка |
| 2012-13 | ЛКЛ  | 1       | 3         | Полуфинал | Гр.этап Еврокубка |